# Dušan Perniš
Dušan Perniš (Nitra, 28 november 1984) is een betaald voetballer uit Slowakije die speelt als doelman. Hij staat sinds 2012 onder contract bij de Poolse club Pogoń Szczecin na eerder onder meer in Schotland voor Dundee United te hebben gespeeld.

## Interlandcarrière
Onder leiding van bondscoach Dušan Galis maakte Perniš zijn debuut voor het Slowaaks voetbalelftal op 2 december 2004 in de vriendschappelijke uitwedstrijd tegen Thailand (1-1) in Bangkok, net als Krisztián Németh (FC Rimavská Sobota). Perniš nam met zijn vaderland deel aan het WK voetbal 2010 in Zuid-Afrika, maar kwam daar niet in actie. Ján Mucha kreeg in alle vier de duels de voorkeur van bondscoach Vladimír Weiss.

## Erelijst
Dundee United
- Scottish Cup

2010
 Slovan Bratislava
- Corgoň liga

2014